# Blue blue
「blue blue」（ブルー・ブルー）は、コブクロ8枚目のシングル。2003年8月27日発売。発売元はワーナーミュージック・ジャパン。

## 解説
前作「宝島」以来、約4か月ぶりのシングル。セールス面ではコブクロの歴代シングル中で最も振るわなかったものの、甘酸っぱい恋愛模様を繊細に描いた歌詞と歌声がマッチしていることから、ファンの人気は高い。
小渕健太郎は2006年11月出演の『ミュージックステーション』で、楽曲作りをする時は朝早い時間などに街中に出て行って楽曲作りをすると話している通り、この曲も原宿の裏通りを歩いていたときに目の前の恋人同士を見てイメージされた楽曲であると語っている。仮タイトルは「Blue」。小渕曰く、作詞の時点から「青」をテーマにすると決めていたという。一般的に「青」は失恋のイメージが強い色だが、あえて「blue blue」というタイトルにした理由としては「青臭い恋愛」をテーマにしたかったためだという。
このシングルには初回限定盤があり、初回盤には当時は映像作品がまったく未発売だったので貴重な秘蔵ライブ映像がCD-EXTRA仕様で収録されていた（通常盤には未収録で曲のみ）。
なお、発売前は一部の小規模レコードショップ予約などではこのシングルは両A面のように表記されていたほか、シングル自体の作りもそれに近いものであるが、このシングルは両A面ではない。

## 収録曲
全曲作詞・作曲：小渕健太郎、編曲：笹路正徳
1. blue blue
  - ベストアルバム『ALL SINGLES BEST』に収録されている。
2. 潮騒ドライブ
  - ライブで定番となっている曲で、裏ベストアルバム『FAN'S MADE BEST』に収録されている。

## その他
- 初回盤のみCD-EXTRA仕様
- Live☆Rally2002～2003""オイシーところ集めちゃいました!""秘蔵ライブ映像収録"

## 収録アルバム
- STRAIGHT(#1)
- ALL SINGLES BEST(#1)
- FAN'S MADE BEST(#2)
- ALL TIME BEST 1998-2018(#1)
- Seasons Selection〜Summer〜 (#2)
- Seasons Selection〜Autumn〜 (#1)
- ALL SEASONS BEST (#1,2)

## ライブ映像・音源作品
| 曲名         | 発売年 | 規格        | 作品名                                                                       | 収録日         |
| ------------ | ------ | ----------- | ---------------------------------------------------------------------------- | -------------- |
| blue blue    | 2004年 | DVD         | コブクロ LIVE! GO! LIFE!                                                     | 2003年12月30日 |
| blue blue    | 2012年 | CD          | ALL SINGLES BEST 2 (初回限定盤B)                                             | 2003年12月30日 |
| 潮騒ドライブ | 2004年 | DVD         | コブクロ LIVE! GO! LIFE!                                                     | 2003年12月30日 |
| 潮騒ドライブ | 2005年 | DVD         | KOBUKURO LIVE TOUR '04 "MUSIC MAN SHIP" FINAL                                | 2004年12月26日 |
| 潮騒ドライブ | 2007年 | DVD/Blu-ray | KOBUKURO LIVE TOUR '06 "Way Back to Tomorrow"FINAL                           | 2006年12月3日  |
| 潮騒ドライブ | 2008年 | DVD/Blu-ray | KOBUKURO LIVE TOUR '08 "5296" FINAL                                          | 2008年6月5日   |
| 潮騒ドライブ | 2008年 | DVD         | KOBUKURO FAN FESTA 2008〜10 YEARS SPECIAL!!!!                                | 2008年9月6日   |
| 潮騒ドライブ | 2011年 | DVD/Blu-ray | KOBUKURO STADIUM LIVE 2010〜OSAKA・TOKYO・MIYAZAKI〜                         | 2010年10月10日 |
| 潮騒ドライブ | 2013年 | DVD/Blu-ray | KOBUKURO LIVE TOUR 2013 "One Song From Two Hearts" FINAL at 京セラドーム大阪 | 2013年7月21日  |
| 潮騒ドライブ | 2018年 | DVD/Blu-ray | KOBUKUROAD3 〜KOBUKURO FAN FESTA 2017〜                                      | 2017年3月18日  |
| 潮騒ドライブ | 2019年 | DVD/Blu-ray | KOBUKURO WELCOME TO THE STREET 2018 ONE TIMES ONE FINAL at 京セラドーム大阪  | 2018年7月22日  |
| 潮騒ドライブ | 2021年 | DVD/Blu-ray | KOBUKUROAD5                                                                  | 2020年10月3日  |
| 潮騒ドライブ | 2023年 | DVD/Blu-ray | KOBUKUROAD7                                                                  | 2023年3月8日   |
| 潮騒ドライブ | 2025年 | DVD/Blu-ray | KOBUKUROAD8                                                                  | 2024年4月18日  |